# Escuela de Sordos y Ciegos de la Florida

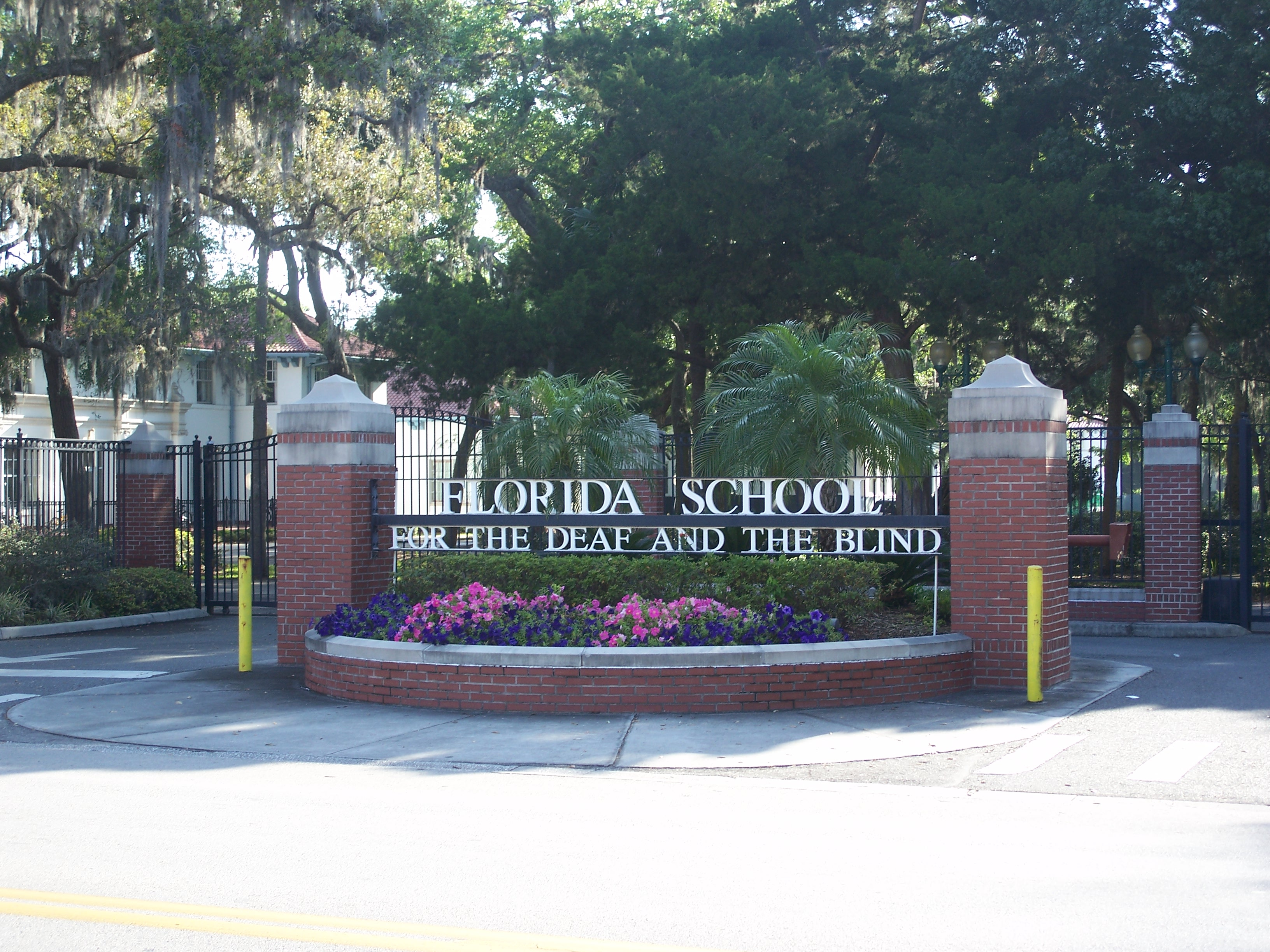
Escuela de Sordos y Ciegos de la Florida

La Escuela de Sordos y Ciegos de la Florida (Florida School for the Deaf and the Blind, FSDB) es una escuela del gobierno estatal de la Florida, en los Estados Unidos. La escuela, en San Agustín, sirve ciegos y sordos de los grados PK-12. El gobierno de Florida fundó la escuela en 1885. En los Estados Unidos, FDSB es la escuela para sordos y ciegos más grande.